# Canoparmelia nairobiensis
Canoparmelia nairobiensis är en lavart som först beskrevs av J. Steiner & Zahlbr., och fick sitt nu gällande namn av Elix & Hale. Canoparmelia nairobiensis ingår i släktet Canoparmelia och familjen Parmeliaceae.   Inga underarter finns listade i Catalogue of Life.